# 罗拉尔·奥哈拉
罗拉尔·阿什利·奥哈拉（英語：Loral Ashley O'Hara，1983年5月3日—），是一位美国NASA宇航员。

## NASA事业

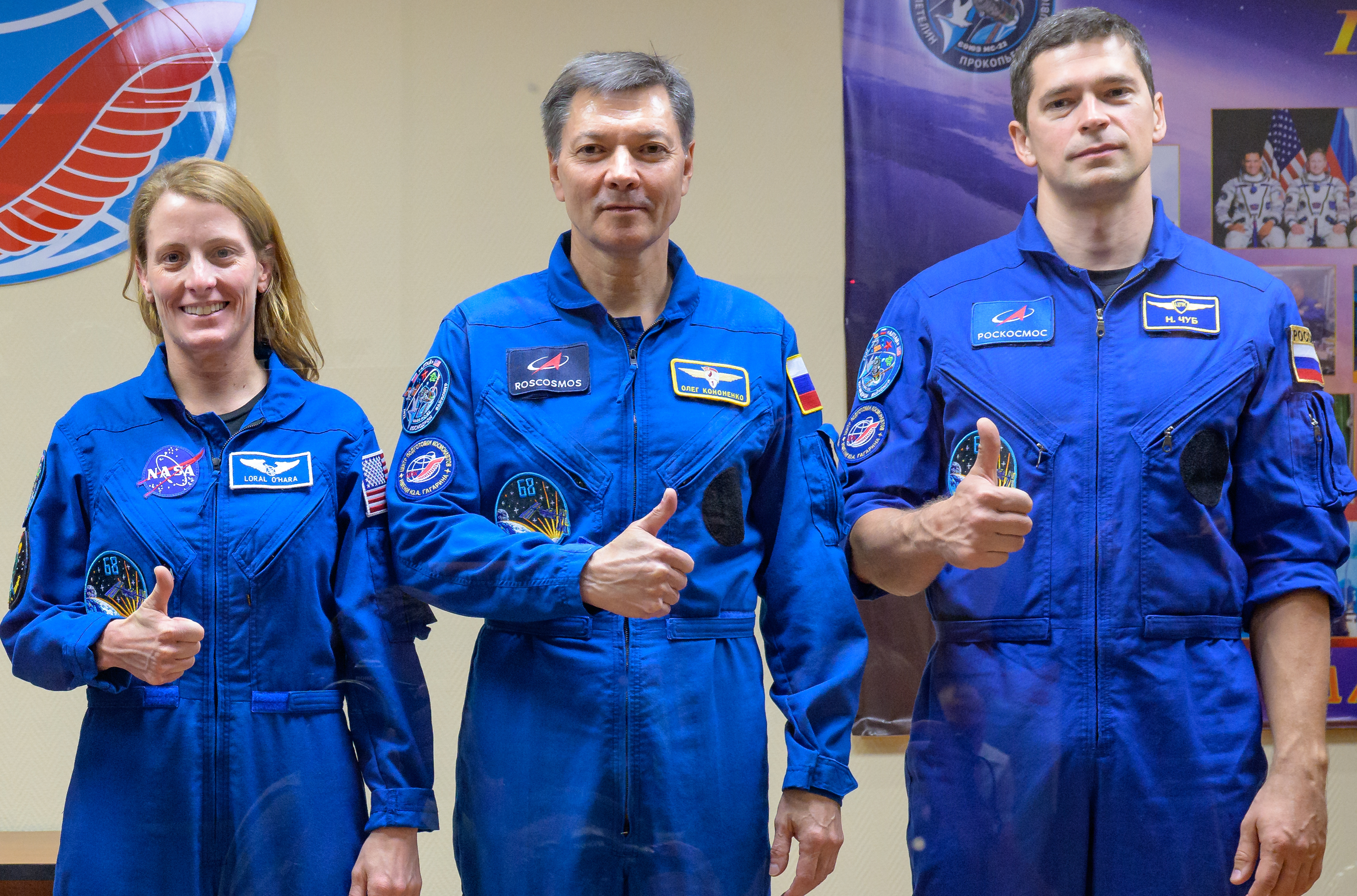
联盟MS-24乘组合照（左一为罗拉尔·阿什利·奥哈拉）

2017年6月奥哈拉入选NASA第二十二组宇航员。
2022年7月15日，美国宇航局宣布她将搭乘联盟MS-23，作为远征68的一部分飞行。然而，由于联盟MS-22飞船在轨道上出现问题，迫使联盟MS-23飞船被重新分配。奥哈拉的所在乘组转移到下一艘联盟飞船，即联盟MS-24。